# USS Inch (DE-146)
«Інч» (англ. USS Inch (DE-146) — військовий корабель, ескортний міноносець класу «Едсалл» військово-морських сил США за часів Другої світової війни.
«Інч» був закладений 13 січня 1943 року на верфі Consolidated Steel Corporation в Оранджі, де 4 квітня 1943 року корабель був спущений на воду. 8 вересня 1943 року він увійшов до складу ВМС США.
Ескортний міноносець «Інч» брав участь у бойових діях на морі в Другій світовій війні, супроводжував транспортні конвої союзників в Атлантиці. За час війни потопив у взаємодії з іншими протичовновими кораблями два німецькі підводні човни U-490 і U-154.
За бойові заслуги, проявлену мужність та стійкість екіпажу в боях «Інч» удостоєний чотирьох бойових зірок, нашивки за участь у бойових діях, медалей «За Європейсько-Африкансько-Близькосхідну», Азійської-тихоокеанську, «За Американську кампанії» і Перемоги у Другій світовій війні.

## Історія служби
12 червня 1944 року міноносець, діючи разом з однотипними ескортними міноносцями «Г'юз» і «Фрост» та літаками з ескортного авіаносця ВМС США «Кроатан», потопив глибинними бомбами північно-західніше Азорських островів німецький човен U-490.
3 липня неподалік від Мадейра ескортні міноносці «Інч» і «Фрост» у взаємодії з палубною авіацією американського ескортного авіаносця «Кроатан» потопили глибинними бомбами німецький човен U-154.